# Sárospatak
Sárospatak [ˈʃaːroʃpɒtɒk] (slowakisch Šarišský Potok oder Blatný Potok) ist eine ungarische Stadt im gleichnamigen Kreis im Komitat Borsod-Abaúj-Zemplén. Sie war unter anderem Residenz der Fürsten Rákóczi.

## Geografische Lage
Sárospatak liegt in Nordungarn, 62 Kilometer nordöstlich des Komitatssitzes Miskolc am Fluss Bodrog nahe der ukrainischen und slowakischen Grenze und hat knapp 13.000 Einwohner (Stand 2011).
Sárospatak liegt im Tokajer Weingebiet, in der Nähe liegt auch der Weinort Tokaj. 1950 wurde der Ort Bodroghalász und 1965 Végardó eingemeindet.

## Geschichte
Die heutige Stadt geht auf eine Siedlung aus dem 11. Jahrhundert zurück, die auf Wunsch der ungarischen Könige als Jagdlager angelegt wurde. Das Gebiet zwischen Sátoraljaújhely und Olaszliszka ist bereits um das Jahr 1200, also zur Regierungszeit König Emmerichs (1196–1204) als königlicher (Jagd-)Besitz belegt. 1201 verlieh Emmerich den „hospites Potok“, den Gästen von Potok, Privilegien, die Stadtrechten gleichkamen.  Im Jahre 1221 fand dann eine „villa Potok“ erstmals Erwähnung. Die bei Ausgrabungen in den Jahren 1962–1965 gefundenen Fundamente einer Rundkirche aus dem 10.–11. Jahrhundert innerhalb des Burgbezirks lassen vermuten, dass der Ort tatsächlich von herausgehobener Bedeutung war. Belegt sind zudem Klostergründungen, nämlich der Dominikaner um 1230 und der Franziskaner ebenfalls im 13. Jahrhundert. Erst nach 1450 entstand die heutige Form des Namens Sárospatak. Etwa zu dieser Zeit gelangte die Schule von Sárospatak zu einiger Bedeutung, weil hier der spätere Primas von Ungarn und Erzbischof von Gran, László Szalkai (1475–1526), seine Ausbildung erhielt.
In der ersten Anlage der Burg Rákóczi, zunächst nur ein kastellartiger Turm, die als Schutz der Siedlung entstand, wurde 1207 die Tochter des ungarischen Königs Andreas II – die spätere Heilige Elisabeth geboren und möglicherweise getauft.
Nach dem Aussterben der Dynastie der Árpáden erlosch auch in Ungarn das bis dahin gebräuchliche Prinzip des Reisekönigtums. Sárospatak gelangte zunächst in den Besitz der Familie Perényi. Diese ließ ab 1534 einen befestigten Wohnturm errichten, der bis heute das Wahrzeichen der Stadt ist und auf der 500-Forint-Banknote abgebildet wird. Zugleich gründeten sie eine zuerst der lutherischen, später der calvinistischen Reformbewegung angehörende Lateinschule. Der Besitz ging dann in das Eigentum der Familien Dobó und Lorántffy über. 1616 wurde der Besitz ein wichtiger Teil des Herrschaftsgebietes der Rákóczi-Familie, welche dem Komitat Semplin vorstanden und sich im 16. Jahrhundert als Anhänger des Calvinismus hervortaten. Nach seiner Wahl zum Fürsten von Transsilvanien ließ Georg I. Rákóczi ab 1630 die bestehenden Anlagen umbauen und durch den Anbau von drei weiteren Flügeln zu einer repräsentativen Anlage umgestalten.
Die Familie Rákóczi förderte auch den Ausbau des reformierten Kollegiums zu einem Zentrum der Bildung, welches ein „Athen am Bodrog“ oder „calvinistisches Athen“ werden sollte, auch Johannes Comenius zählte zu den Lehrern des Kollegiums. Mit dem Tod Georg II. Rákóczi im Jahre 1660 kam auch diese Entwicklung zum Erliegen. Die Witwe des Fürsten, Zsófia (Sophia) Báthory, kehrte zum Katholizismus zurück. 1671 wurde das Kollegium geschlossen. Unter Fürst Franz II. Rákóczi (1676–1735) folgte die Wiederbesiedelung.
Das Kollegium mit seiner Bibliothek, existiert auch gegenwärtig. Die ehemalige Comenius-Pädagogische Hochschule war eine Zeit lang mit der Esterházy-Károlyi-Universität in Eger verbunden. Sie ist in einem Jugendstilgebäude aus dem Jahr 1913 untergebracht, das von den Architekten Jenő Kismarty-Lechner (* 1878, † 1962) und László Varga entworfen wurde und in seiner Gestaltung auch Elemente der Neorenaissance aufgreift. Die Hochschule funktioniert derzeit unter dem Namen Tokaj-Hegyalja-Universität und nahm am 1. August 2021 ihre Tätigkeit auf. Neben der Fortführung der hervorragenden Studiengänge der Károly-Eszterházy-Universität wurden auch mehrere neue Studiengänge eingeführt: Winzer, Pädagogen, Informatik, BWL,  Tourismus und Gastgewerbe. Die Tokaj-Hegyalja-Universität (THE) entsteht durch die Trennung des Sárospataki-Comenius-Campus (SCC) der Eszterházy-Károly-Universität durch Rechtsnachfolge.
Im 19. Jahrhundert gelangte das Schloss zunächst in den Besitz der Familie von Bretzenheim, danach, von 1845 bis zur Enteignung 1945, in den der Fürsten Windisch-Graetz.

## Sehenswürdigkeiten
- Die Burg von Sárospatak (Burg Rákóczi). Sie ist in der Geschichte Ungarns zu einem Symbol der gegen Habsburg geführten Kämpfe geworden. Zu ihr gehört auch die Burgkirche heute Basilika St. Elisabeth, eine gotische Hallenkirche mit einem barocken Hochaltar aus dem ehemaligen Karmelitenkloster in Ofen.
- Das Haus St. Elisabeth (Szent Erzsébet Ház), gegenüber der Kirche im Burgbezirk, mit einem Museum zur Kirchenkunst und zur Hl. Elisabeth, einer Bibliothek und einem Archiv.
- Reformiertes Kollegium mit der großen Bibliothek
- Bodrog-Warenhaus (Organische Architektur, 1969), entworfen von Imre Makovecz[13]

## Persönlichkeiten

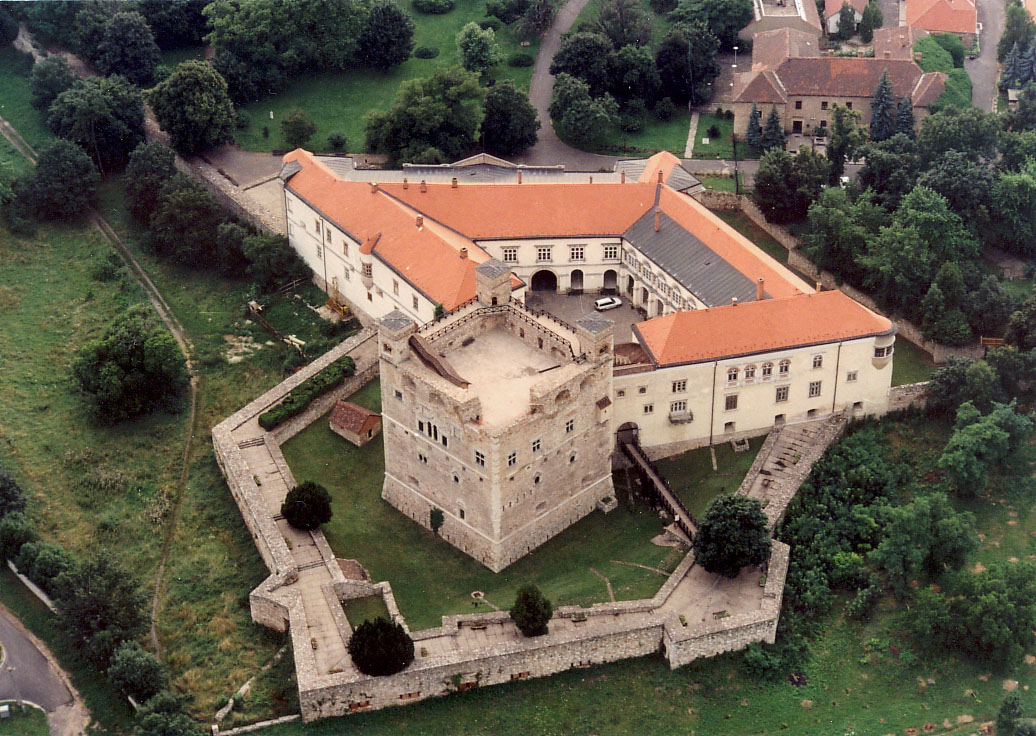
Burg Sárospatak

- Die später heiliggesprochene Landgräfin Elisabeth von Thüringen (* 7. Juli (?) 1207; † 17. November 1231 in Marburg; Gedenktag: 19. November) wurde hier geboren.[8]
- Georg I. Rákóczi, Fürst von Siebenbürgen (1593–1648), war eine der bedeutendsten Herrscherpersönlichkeiten der ungarischen Geschichte des 17. Jahrhunderts, er verstarb 1648 in Weißenburg[14].
- Am 18. April 1660 verstarb hier Georg I. Rákóczis Witwe Susanna Lorántffy.[15] Die Herrschaft Sárospatak brachte sie als Mitgift in die Familie Rákóczi.
- In Sárospatak hielt sich Johann Amos Comenius von 1650 bis 1654 als Lehrer auf. Er war hier Gast der Fürstenfamilie Rákóczi und war damit betraut eine „Pansophische Schule“ einzurichten. Hier entstanden die beiden Bücher „Orbis sensualium pictus“ (1658) und „Schola ludus“ (1656).
- Jesuitenpater Johann Grueber (* 1623 in Linz; † 1680 in Sárospatak) war in der Gruppe der ersten Europäer, die 1661 Lhasa in Tibet besuchten.
- Imre Bezerédj (1679–1708) war ein Hauptmann und Anführer des Kuruzenaufstandes gegen die Habsburger.
- János Erdélyi, Schriftsteller und Ethnograf wirkte am Kolleg Sárospatak in den Jahren 1851–1862 und gründete die Sárospataki-füzetek (Hefte von Sárospatak).[16]

## Städtepartnerschaften
- Collegno, Italien
- Eisenach, Deutschland
- Izvoru Crișului, Rumänien
- Krosno, Polen
- Nokia, Finnland
- Soest, Deutschland
- Tekirdağ, Türkei

## Verkehr
Westlich des Stadtgebiets verläuft die Hauptstraße Nr. 37. Es bestehen Zugverbindungen nach Miskolc und Sátoraljaújhely, weiterhin gibt es Busverbindungen in alle umliegenden Gemeinden.